# Conseil de la Couronne (Monaco)
Pour les articles homonymes, voir Conseil de la Couronne.
Le conseil de la Couronne (monégasque : Cunsiyu d’a Curuna) est un organe consultatif qui conseille le prince de Monaco pour l'exercice de certaines de ses compétences.
Le conseil de la Couronne est institué par le titre VIII de la Constitution monégasque du 17 décembre 1962. Il est composé de sept membres de nationalité monégasque nommés pour un mandat de trois ans :
- le prince nomme librement quatre membres, dont le président du Conseil ;
- trois membres sont nommés par le prince sur proposition du Conseil national.

Le ministre d'État, les membres du Conseil national ou du Conseil de gouvernement ne peuvent être membres du Conseil de la Couronne.
Le prince consulte le conseil de la Couronne :
- de manière facultative « sur les questions touchant aux intérêts supérieurs de l'État » ;
- de manière obligatoire sur les traités internationaux, la dissolution du Conseil national, les demandes de naturalisation et de réintégration, la grâce et l'amnistie.